# Валге, Андер Отт
Андер Отт Валге (эст. Ander Ott Valge; 20 октября 1998, Таллин) — эстонский футболист, полузащитник.

## Биография
Воспитанник клуба «Лоо» из одноимённого пригорода Таллина, тренеры — Свен и Ээрик Эленурм. Также на юношеском уровне играл за столичный «Легион». Во взрослом футболе дебютировал в 2014 году в составе «Лоо», игравшего во второй лиге Эстонии (четвёртый дивизион). В 2015 году перешёл в другой клуб второй лиги — «Нымме Юнайтед» и забил за сезон 26 голов, заняв третье место среди бомбардиров зонального турнира.
В 2016 году перешёл в «Пайде ЛМ». Дебютировал в высшей лиге Эстонии 17 мая 2016 года в матче против «Калева» Силламяэ, заменив на 90-й минуте Лаури Варенди. 30 сентября 2016 года забил свой первый гол в высшей лиге в ворота «Таммеки». В том же сезоне начал выходить в стартовом составе клуба, а в 2017—2019 годах регулярно играл в основе. В 2020 году, когда «Пайде» впервые в истории завоевал серебряные награды чемпионата, игрок потерял место в составе, сыграв всего 4 матча. Всего за пять сезонов провёл 103 матча и забил 20 голов в высшем дивизионе. В составе «Пайде-2» в 2020 году стал победителем Эсилиги Б (третий дивизион) и лучшим бомбардиром турнира с 24 голами.
С 2021 года играл в первой лиге за «Нымме Юнайтед».
Выступал за сборные Эстонии младших возрастов.

## Достижения
- Серебряный призёр чемпионата Эстонии: 2020